# Minotaur I
El Minotaur I, o simplemente Minotaur, es un sistema de lanzamiento prescindible estadounidense derivado del misil Minuteman II. Se utiliza para lanzar pequeños satélites para el gobierno de los EE. UU. Y es miembro de la familia de cohetes Minotaur producidos por Northrop Corporation.
Los cohetes Minotaur I consisten en la primera etapa M55A1 y la segunda etapa SR19 de un misil Minuteman fuera de servicio. El Orion 50XL y el Orion 38, del cohete Pegasus, se utilizan como tercera y cuarta etapas. También se puede volar una etapa superior HAPS (Sistema de propulsión auxiliar de hidracina) si se necesita mayor precisión, o si el cohete necesita poder maniobrar para desplegar múltiples cargas útiles. Puede colocar hasta 580 kilogramos de carga útil en una órbita terrestre baja de 185 kilómetros a 28,5 grados de inclinación.
Ha habido once lanzamientos del Minotaur I, todos exitosos. Inicialmente, los lanzamientos de Minotaur I se realizaron desde el Space Launch Complex 8 en la Base de la Fuerza Aérea Vandenberg. Comenzando con el lanzamiento de TacSat-2 en diciembre de 2006, los lanzamientos también se realizaron desde el Pad 0B en el puerto espacial regional del Atlántico Medio en la isla Wallops

## Lanzamientos
| Fecha                    | Carga                                               | Lugar de lanzamiento | Resultado |
| ------------------------ | --------------------------------------------------- | -------------------- | --------- |
| 27 de enero de 2000      | JAWSat (P98-1) (FalconSat1 / ASUSat1 / OCSE / OPAL) | Vandenberg SLC-8     | Éxito     |
| 19 de julio de 2000      | MightySat II.1 (Sindri, P99-1) / MEMS 2A / MEMS 2B  | Vandenberg SLC-8     | Éxito     |
| 11 de abril de 2005      | XSS-11                                              | Vandenberg SLC-8     | Éxito     |
| 23 de septiembre de 2005 | Streak (STP-R1)                                     | Vandenberg SLC-8     | Éxito     |
| 15 de abril de 2006      | COSMIC (FORMOSAT-3)                                 | Vandenberg SLC-8     | Éxito     |
| 16 de diciembre de 2006  | TacSat-2 / GeneSat-1                                | MARS LP-0B           | Éxito     |
| 24 de abril de 2007      | NFIRE                                               | MARS LP-0B           | Éxito     |
| 19 de mayo de 2009       | TacSat-3                                            | MARS LP-0B           | Éxito     |
| 6 de febrero de 2011     | USA-225                                             | Vandenberg SLC-8     | Éxito     |
| 3 de junio de 2011       | ORS-1                                               | MARS LP-0B           | Éxito     |
| 20 de noviembre de 2013  | ORS-3,STPSat-3 and 28 CubeSat satellites            | MARS LP-0B           | Éxito     |